# Karl Heinz Lenz
Karl Heinz Lenz (* 28. Juli 1953 in Köln) ist ein ehemaliger Bundesvorsitzender der SJD – Die Falken sowie Archäologe und Pädagoge.

## Politik
Nach dem Besuch der Realschule und der Höheren Handelsschule absolvierte Lenz eine Lehre als Industriekaufmann. Er war betrieblicher Jugendvertreter und gewerkschaftlicher Vertrauensmann (IG Metall) in Kölner Großbetrieben. Ab 1969 arbeitete er in der Sozialistischen Jugend Deutschlands – Die Falken in Köln mit. Von 1975 bis 1979 war Lenz stellvertretender Bundesvorsitzender, von 1979 bis 1981 Bundesvorsitzender der Falken. In dieser Zeit war er beratendes Mitglied des Parteirates der SPD, stellvertretender Vorsitzender der Jugendpolitischen Kommission des SPD-Parteivorstandes und stellvertretender Vorsitzender des Deutschen Bundesjugendrings.

## Archäologie
Nach Erwerb der Hochschulreife auf dem Zweiten Bildungsweg 1983 studierte Lenz Ur- und Frühgeschichte, Klassische Archäologie und Alte Geschichte in Köln, wo er 1990 das Magisterexamen ablegte. Die Promotion in Ur- und Frühgeschichte erfolgte 1994 in Bern. 2001 erbrachte er in Nijmegen den Nachweis einer der deutschen Habilitation vergleichbaren wissenschaftlichen Leistung in Provinzialrömischer Archäologie. Forschungs- und Lehrtätigkeiten übte Lenz an der Universität zu Köln, der Friedrich-Wilhelms-Universität Bonn und der Johann Wolfgang Goethe-Universität Frankfurt am Main aus. Er verfasste zahlreiche Publikationen zur Provinzialrömischen Archäologie und zur Geschichte der römischen Provinzen. Seine Forschungsschwerpunkte waren die ländliche Besiedlung, das römische Militär und das Verhältnis der römischen Kultur zu Kelten und Germanen. Von 2006 bis 2018 arbeitete Karl Heinz Lenz als Lehrer an einer Gesamtschule in Frankfurt/Main.

## Schriften
- Villae rusticae: Zur Entstehung dieser Siedlungsform in den Nordwestprovinzen des römischen Reiches. In: Kölner Jahrbuch. Band 31, 1998, S. 49–70.
- Siedlungen der Römischen Kaiserzeit auf der Aldenhovener Platte (= Rheinische Ausgrabungen. Band 45). Rheinland-Verlag, Köln 1999, ISBN 3-7927-1772-7.
- Germanische Siedlungen des 3. bis 5. Jahrhunderts n. Chr. in Gallien. In: Bericht der Römisch-Germanischen Kommission. Band 86, 2005, S. 349–444, DOI:10.11588/berrgk.2005.1.87688.
- Römische Waffen, militärische Ausrüstung und militärische Befunde aus dem Stadtgebiet der Colonia Ulpia Traiana (Xanten). Habelt. Bonn 2006, ISBN 3-7749-3387-1.
- Veteranen der römischen Armee im Siedlungsbild einer früh- und mittelkaiserzeitlichen Koloniestadt und deren Hinterland. In: Germania. Band 84, 2006, S. 61–91, DOI:10.11588/ger.1999.60278.